# Писклов, Александр Семёнович
Александр Семёнович Писклов (1910, Солдатское, Курская губерния — 29 июня 1980, Белгородская область) — командир орудия 254-го истребительно-противотанкового артиллерийского дивизиона (336-я стрелковая дивизия, 60-я армия, 1-й Украинский фронт), старший сержант.

## Биография
Александр Семёнович Писклов родился в крестьянской семье в селе Солдатское Грайворонского уезда Курской губернии (в настоящее время Ракитянский район Белгородской области). Получил неполное среднее образование. Работал на Харьковском тракторном заводе.
В 1932—1934 годах проходил службу в Красной армии. В феврале 1943 года Ракитянским райвоенкоматом вновь был призван в её ряды. С 17 марта 1943 года на фронтах Великой Отечественной войны.
В боях на подступах к городу Дембица и овладение им наводчик орудия сержант Писклов метким огнём уничтожил 2 пулемёта, противотанковое орудие, наблюдательный пункт и до взвода солдат противника, чем способствовал овладению городом стрелковыми подразделениями. Приказом по 336-й стрелковой дивизии от 3 сентября 1944 года он был награждён орденом Славы 3-й степени.
Командир орудия сержант Писклов при обустройстве быта и службы бойцов своего расчёта проявил наилучшие показания в дивизионе. Оборудована огневая площадка, землянки в 4 наката, прокопаны канавы, по которым вода уходит с огневой площадки и не попадает в землянки, оборудованы мостки в ходах сообщения. В ночь на 8 октября 1944 года при отражении контратаки противника в районе города Буско-Здруй метким огнём орудия уничтожил около 40 солдат и офицеров противника. Атака захлебнулась, и противник был отброшен. Приказом по 60-й армии от 30 ноября 1944 года он был награждён орденом Славы 2-й степени.
Командир орудия старший сержант Писклов 20 февраля 1945 года в боях по расширению плацдарма на западном берегу реки Одер в районе населённого пункта Эйхендорф-Мюле (Бжезница в 6 км к северу от города Рацибуж) и отражению атак танков и пехоты противника огнём орудия подбил тяжёлый танк и самоходное орудие. Отбито 11 атак танков и пехоты, уничтожено до взвода солдат и офицеров. Указом Президиума Верховного Совета СССР от 19 июня 1945 года он был награждён орденом Славы 1-й степени.
24 июня 1945 года старший сержант Писклов принял участие в Параде Победы на Красной площади.
Старший сержант Писклов был демобилизован в ноябре 1945 года. Работал электромонтёром на электростанции (станция Готня ЮВЖД). Жил в посёлке Петровский.
Скончался Александр Семёнович Писклов 29 июня 1980 года.